# 日本羽毛球协会
日本羽毛球协会（日语：公益財団法人日本バドミントン協会）是于1946年创立的日本的羽毛球管理机构，已加入羽毛球世界联合会和日本体育协会。
2011年4月，协会正式转为公益财团法人性质，并加入日本奧林匹克委員會。

## 建立目的
作为管理日本的羽毛球事务的团体代表，谋求羽毛球运动的推广振兴，为国民的身心健康发展做出贡献。

## 管辖事务
- 羽毛球运动的推广普及和指导培训工作。
- 羽毛球赛事的裁判员和教练员的培养和资格的认定。
- 承办各类羽毛球国际比赛和国内比赛。
- 对参加羽毛球国际比赛的选手代表们的派遣工作。
- 提高国民选手羽毛球的竞技能力[3]。

## 主办赛事

### 国际赛事
- 日本羽毛球公开赛：创办于1982年，是世界羽聯世界巡迴賽赛事体系中的一站，属于第二等别第三级赛事（超级750赛）。
- 秋田羽毛球大師賽：创办于2018年，是世界羽聯世界巡迴賽赛事体系中的一站，属于第二等别第六级赛事（超级100赛）。
- 大阪羽毛球國際挑戰賽：创办于2007年，是世界羽聯国际挑战赛赛事体系中的一站。

### 國內賽事
- 全日本綜合羽毛球錦標賽：是日本国内最高级别的羽毛球比赛。首届赛事于1947年举行。
- 全国高等学校综合体育大会羽毛球竞技大会
- 全国高等学校选拔羽毛球大会
- 全日本少年羽毛球锦标赛
- 日本羽毛球排名賽
- 全日本社会人羽毛球锦标赛